# Alibeyköyspor
Alibeyköyspor – turecki klub sportowy z siedzibą w dzielnicy Stambułu o tej samej nazwie. Najbardziej znaną sekcją klubu jest sekcja piłkarska. 

## Historia
Alibeyköy Spor Kulübü został założony w 1946 jako Adalet Gençlik Kulübü. W latach 1952–1959 Adalet występował w Istanbul Lig. W 1959 Adalet był wśród założycieli Militi Lig. W następnym sezonie klub zajął 18. miejsce i spadł z ligi. W 1971 roku klub zmienił nazwę na Alibeyköy Adalet, a w 1980 na Alibeyköy. W latach 1980–1985 klub występował w drugiej lidze. Potem nastąpił kryzys klubu i dalsze spadki klubu do coraz niższych lig. Obecnie Alibeyköyspor występuje İstanbul Amatör Süper Lig (VI liga).

## Sezony
- 2 sezony w Süper Lig: 1959-1960.
- 5 sezonów w 1. Lig: 1980-1985.
- 16 sezonów w 2. Lig: 1970-1980, 1985-1989, 1999-2001.
- 5 sezonów w 3. Lig: 2001-2006, 2009-2010.
- 22 sezony w Amatör Lig: 1960-1970, 1989-1999, 2010-.

## Znani piłkarze w klubie
| - Uğur Boral - Necmi Onarıcı - Erol Keskin | - Burhan Sargun - Ali Beratlıgil |

## Sezony wSüper Lig
| Sezon   | Uzyskane Miejsce  |
| ------- | ----------------- |
| 1959    | 8 w gr. czerwonej |
| 1959-60 | 18 (spadek)       |